# Козубець (Білорусь)
Козубець (біл. вёска Казубец) — село в складі Крупського району Мінської області, Білорусь. Село підпорядковане Хотюхівській сільській раді, розташоване в східній частині області.